# Moto Guzzi
Podjetje Moto Guzzi [moto guci], poznan tudi kot Guzzi [guci], je italijanski proizvajalec motornih koles.
Moto Guzzi je bil ustanovljen leta 1921 v mestu Mandello del Lario v Italiji in je najstarejši evropski proizvajalec motornih koles v neprekinjeni proizvodnji. Podjetje je od 31. julija 2008 del koncerna Piaggio & Co. SpA. Skupina je največja evropska in četrta svetovna proizvajalka motociklov po prodanih enotah.

## Zgodovina
Podobno kot Harley-Davidson in še nekateri ostali proizvajalci motornih koles, ki so preživeli desetletja, se je tudi Moto Guzzi srečeval z različnimi poslovnimi cikli in uvedbami različnih lastništev s katerimi si je nabiral izkušnje. Svojo zgodovino si je izoblikoval s pomembno vlogo pri motorističnih dirkah, s tehnološkimi inovacijami in s stalnim prilagajanjem spremembam v motoristični industriji od njegove ustanovitve leta 1921.

### Začetki (1921-1966)
Začetki segajo pred leto 1921, ko sta pilota Carlo Guzzi, Giovanni Ravelli in mehanik Giorgi Parodi služili v Italijanskih zračnih silah (Corpo Aeronautico Militare - CAM) med prvo svetovno vojno. Dodeljeni so bili isti Miraglia eskadrilji s sedežem zunaj Benetk, kjer so se močno zbližali, čeprav so prihajali iz različnih socialno-ekonomskih okolij. Po končani vojni so si zamislili, da bi ustanovili motociklistično podjetje. Guzzi bi bil inženir motornih koles, Parodi (sin premožnega lastnika genovskih ladij) bi financiral drzno, tvegano dejanje, Ravelli pa bi promoviral motorna kolesa s svojim znanjem in statusom, saj je bil že takrat znani pilot in motociklistični dirkač. Tako sta Guzzi in Parodi (s pomočjo svojega brata) oblikovala podjetje Moto Guzzi v letu 1921. Ironično je, da je Ravelli umrl le nekaj dni pred koncem prve svetovne vojne v letalski nesreči. V njegov spomin se v logotipu podjetja razprostirajo orlova krila.

Carlo Guzzi in Giorgio Parodi sta skupaj s pomočjo Parodijevega brata Angela 15. marca 1921 ustanovila anonimno družbo Società Anonima Moto Guzzi. V skladu z aktom o ustanovitvi je bil njen namen:
"Proizvodnja in prodaja motornih koles ter vseh ostalih posrednih in neposrednih aktivnosti povezanih z metalurško in strojno industrijo."
Sama ustanovitev družbe je temeljila na začetnem posojilu v višini dva tisoč lir, ki ga je odobril Parodijev oče Emanuele Vittorio 3. januarja 1919. V zameno za posojilo je imel pravico nadzirati napredek projekta.
"Dragi Giorgio, oba svoja partnerja lahko obvestiš, da vam bom za začetek namenil 1.500 ali 2.000 lir. Vsota se pod nobenimi okoliščinami ne bo povečala. Pridržujem si tudi pravico, da nadzorujem napredek projekta preden se zavežem k temu dogovoru."
Pravno je bilo podjetje locirano v Genovi v Italiji, a je imelo sedež v Mandellu. Prvi izdelani motocikli so nosili ime G.P. (Guzzi-Parodi), vendar se je znamka hitro preimenovala v Moto Guzzi, saj je družina Parodi kot edini delničar hotela zaščititi svoje trgovsko ime in se izogniti mešanju imena G.P. z začetnicami Giorgio Parodi. Carlo Guzzi je sprva dobival del dobička od vsakega proizvedenega motornega kolesa, vendar ni imel lastništva v podjetju, ki je nosilo njegovo ime. Leta 1946 se je Moto Guzzi uradno preoblikoval v družbo Moto Guzzi S.p.A. s predsednikom Giorgiom Parodijem.
Prvi motor z notranjim zgorevanjem, ki ga je Carlo Guzzi zasnoval je bil horizontalni, eno valjni, ki je prevladoval 45 let v različnih konfiguracijah. Po letu 1934 je vsak agregat imel podpis mehanika, ki ga je izdelal. Kot je bilo že na začetku mišljeno, je družba uporabljala motoristične dirke kot promotor njihove blagovne znamke. Na dirki Isle of Man TT leta 1935 je podjetje Moto Guzzi z voznikom Stanleyem Woodsom osvojilo izjemno dvojno zmago v ti. lahki (250 cm³) in težki (500 cm³) kategoriji.
Do sredine štiridesetih let so bili takratni tradicionalni enovaljni, štiritaktni motorji s prostornino 500 kubičnih centimetrov opremljeni z enim zgornjim, nadglavnim in enim stranskim ventilom (princip poznan tudi kot IOE - Inlet over Exhaust ali F - glava). Agregati so bili najzmogljivejši kar jih je Moto Guzzi izdelal za splošno javnost. Na drugi strani pa je družba oskrbovala tudi uradne dirkaške ekipe in privatne dirkače z motorji različnih konfiguracij (tip odmične gredi, število ventilov, postavitev valjev).
Od sredine petdesetih je Moto Guzzi skupaj s podjetjema Gilera in Mondial vodil Svetovno prvenstvo v motociklizmu. Z lahkimi in trpežnimi 250 cm³ ter 350 cm³ motorji, ki jih je zasnoval Giulio Carcano, je podjetje dominiralo v srednjem kubičnem razredu. Tovarna je osvojila naslov svetovnih prvakov v razredu 350 ccm petkrat zapored med letoma 1953 in 1957. Z zavedanjem, da izjemno lahka teža motorjev ne bo vodila v dolgotrajno zmagovanje, je Carcano zasnoval najbolj kompleksen agregat tistih časov - 500 kubični Moto Guzzi V8. Njegova kompleksnost je bila obenem tudi njegova slabost, saj je kljub temu, da je vodil mnogo dirk in pogosto postavljal najhitrejši čas, velikokrat predčasno končal tekmovanje zaradi tehničnih težav. Kasneje se V8 ni več razvijal, ko se je Moto Guzzi (skupaj z Gilero in Mondialom) umaknil iz sodelovanja za svetovno prvenstvo po koncu sezone 1957 zaradi previsokih stroškov in zmanjšanja prodaje motornih koles. Do svojega izstopa je Moto Guzzi zmagal 3.329 uradnih dirk, osemkrat osvojil naslov svetovnih prvakov, šestkrat postal konstruktorski prvak in enajstkrat zmagal na dirkah Isle of Man TT.
Obdobje po prvi svetovni vojni je bilo za Mandello del Lario še posebej težko. Rešitev so našli v proizvodnji lahkih in poceni motociklov. Leta 1946 je v povojni Italiji 65 kubični Motoleggera postal zelo priljubljen. Dobro se je prodajal tudi 4-taktni, 175 kubični skuter Galletto. Prvi so bili 160 kubični s tremi prestavami, leta 1952 pa so prostornino povečali na že omenjenih 175 kubičnih centimetrov z dodatno, četrto prestavo. Leta 1954 so volumen valjev dodatno še povečali na 192 cm³ ter leta 1961 dodali električni zaganjač. Tako je Moto Guzzi s skromnimi, lahkimi motornimi kolesi še naprej poudarjal svoje inovacije in predanost h kakovosti.
Guzzi je bil kasneje zelo omejen pri prebijanju na trg skuterjev, saj je njihova popularnost po drugi svetovni vojni močno upadla. Italijanski konkurenti nikakor niso dovolili, da bi se Moto Guzzi vrinil v njihov pomemben delež gospodarstva. Ko je inoviral močnejši skuter na velikih kolesih je s konkurenco kot sta bila Piaggio (Vespa) in Lambretta tekmoval manj direktno. Borba za trg je bila zelo močna in na trenutke "umazana", na kar kaže tudi tale primer: Ko je Guzzi zasnoval njihov lastni prototip skuterja na malih kolesih (trg Lambrette), je Lambretta odgovorila s tem, da je zasnovala motocikel z V-twin motorjem (trg Guzzija). Na koncu sta podjetji sklenili dogovor, da Guzzi ne bo nikoli proizvajal skuterjev na malih kolesih, Lambretta pa nikoli večjih motociklov. Zanimivo je, da je Guzzi kasneje več kot deset let izpopolnjeval prototip, ki ga je Lambretta predstavila leta 1953 kot odgovor na tržno provokacijo. Čez čas je le-ta agregat, sestavljen iz prečnega V-twin motorja (postavitev dveh valjev v obliki črke V) in kardanske gredi postal značilen znak podjetja Moto Guzzi.
Od leta 1964 je bila tovarna v veliki finančni stiski. Emanuele Parodi in njegov sin Giorgio sta umrla, Carlo Guzzi pa se je upokojil in umaknil v zasebno življenje. Vodenje proizvodnje se je preneslo na Enrica Parrodija, Giorgievega brata. Carlo Guzzi je umrl 3. novembra 1964 v Mandellu, po krajši hospitilizaciji v bolnišnici v Davosu.